# Eurypogon granulatus
Eurypogon granulatus är en skalbaggsart som beskrevs av Sakai 1982. Eurypogon granulatus ingår i släktet Eurypogon och familjen Artematopodidae. Inga underarter finns listade i Catalogue of Life.